# Коку
Коку (石) је јапанска традиционална мера запремине. У феудалном периоду користила се као мера финансирања округа и вазала. Овај појам је оригинално постојао као мера количине пиринча, довољне (по теорији) да нахрани једну особу за годину дана (појам масу означава количину пиринча довољну да нахрани једну особу на дневној бази). Један коку тежио је око 150 кг (180 литара) пиринча.
Под Токугава шогунатом (1603–1868) свака феудална област (хан) финансирана је количином кокуа унапред одређене од стране феудалне владе. Да би се локални лорд могао назвати даимјоом морао је имати стипендију од барем 10.000 кокуа. Клан са највећом стипендијом, Кага хан, који је располагао највећим буџетом после шогуна називан је "област од милион кокуа" (иако је добијао и више, око 1.025.000 кокуа). Многи самураји, укључујући и хатамотое добијали су своје стипендије у јединицама кокуа док су остали добијали регуларно плате. У регијама у којима није растао пиринч (попут Тохокуа и Хокаида) економски послови су се и даље мерили кокуом тако што су друге усеве пребацивали у вредност једнаку пиринчу. Стипендирање и вредност кокуа није се прилагођавала из године у годину, што су неки феуди искористили да ојачају своју економију (мелиорацијом земљишта и развојем пољопривреде) што је омогућило финансирање других развојних пројеката.
Коку је и мера која се користила за опис колико један брод може да понесе ако је цео његов товар напуњен пиринчом. Мали бродови означавали су се запремином од 50 кокуа (7.5 t) док су највећи бродови носили око 1.000 кокуа (150 t).
У Каназави постоји фестивал Милион кокуа где се слави долазак даимјоа Маеде Тошиа у у истоимени град 1583. иако је његова стипендија достигла цифру од милион кокуа тек кад се завршила Битка код Секигахаре 1600. године.
Коку је мера која се и данас користи у јапанској дрвној индустрији.